# Línguas benue-congolesas

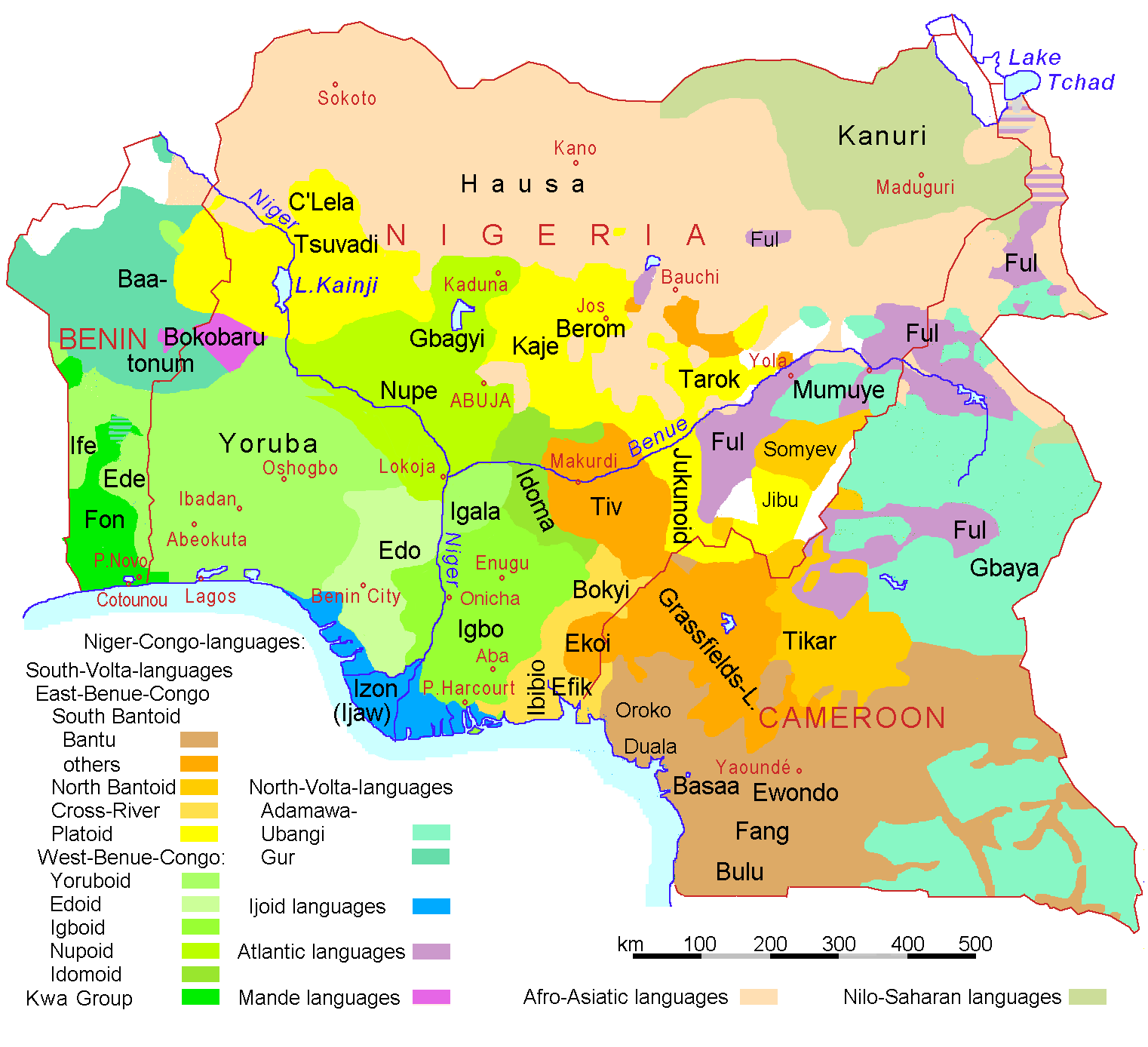
Alguns dos importantes subgrupos das línguas benue-congo estão concentradas na Nigeria, Camarões, e Benin

O grupo linguístico benué-congolês constitui um vasto ramo pertencente à família linguística das línguas nigero-congolesas, tanto em termo de número de línguas, das quais 938 são conhecidas (sem contar os dialetos), quanto em termo de falantes, chegando talvez a 550 milhões. Ainda dentro da família nigero-congolesa, as línguas benué-congolesas formam um ramo do grupo volta-congolês. Esse grupo foi proposto pela primeira vez por Joseph Greenberg em (1963). Subsequentes pesquisas têm mostrado um limite entre as línguas benué-congolesas e outros grupos do ramo volta-congolês (ex., cuá), como sendo bastante vago e impreciso, indicando a diversificação e continuidade dialectal mais do que uma clara divisão.
Os principais subgrupos da família benué-congolesa, em termos de números de falantes, são os seguintes (com o número de línguas pertencentes a cada subgrupos entre parênteses):
- Akpes (1)
- Bantoide (668)
  - Bantoide meridional (643)
    - Banto
    - Tivoide (17)
      - Tive
- Rio Cross (68)
- Defoide (16)
  - Ioruboide (13)
    - Igala
    - Ioruboide (15)
      - Iorubá
      - Itsequiri
- Edoide (27)
  - Edo
- Idomoide (9)
  - Idoma
- Iboide (7)
  - Ibo
- Kainji (57)
- Nupoide (12)
  - Nupé
- Oko (1)
- Platoide (46)
  - Berom
  - Eggon
- Ukaan (1)